# Anca
In anatomia umana, l'anca è la regione di unione fra tronco, nello specifico la sua regione pelvica, e arto inferiore. È costituita da una sola unità giunturale, l'articolazione coxofemorale, ovvero l'enartrosi tra il cotile dell'osso iliaco e la testa del femore, e dalle parti molli che la rivestono. L'anca è importantissima nelle attività di carico e nella deambulazione; a differenza della spalla, è un'articolazione molto stabile e pertanto sacrifica un certo arco di movimento.

## Osteologia
Lo scheletro dell'anca è costituito dalle seguenti componenti, pari e simmetriche.
- Osso coxale od osso dell'anca : ha una conformazione irregolare e si costituisce dall'unione di tre segmenti ossei primitivamente distinti, ovvero l'ileo, l'ischio e il pube. La profonda fossa che si osserva sulla faccia laterale dell'osso coxale, detto acetabolo (o cotile), rappresenta il punto in cui le tre ossa citate si saldano tra loro mediante sinostosi ed è delimitata da un margine circolare detto ciglio cotiloideo. L'ileo è situato al di sopra dell'acetabolo, l'ischio indietro e in basso, il pube in avanti.[3]
  - L'ileo, a forma di ventaglio, costituisce la porzione superiore dell'osso iliaco. Si può suddividere schematicamente in due sezioni, il corpo e l'ala. Il confine tra corpo ed ala è segnato sulla faccia interna dell'ileo da una linea rilevata che decorre obliquamente, da dietro in avanti e dall'alto in basso, denominata linea arcuata. La porzione soprastante a tale linea costituisce la fossa iliaca. In corrispondenza dell'estremità posteriore della linea arcuata si ha una superficie di forma semilunare detta faccia auricolare, la quale si articola con una corrispondente superficie dell'osso sacro, e posteriormente a tale faccia un'area rugosa, la tuberosità iliaca. Il corpo dell'ileo, sottostante alla linea arcuata, costituisce il fondo della cavità acetabolare e il margine del foro otturato. Il margine superiore dell'osso iliaco prende il nome di cresta iliaca, che termina anteriormente con una sporgenza ossea detta spina iliaca anterosuperiore (SIAS) e posteriormente con un'altra sporgenza, la spina iliaca posterosuperiore (SIPS). Il margine anteriore, partendo dalla SIAS, presenta dapprima un'incisura cui segue un rilievo detto spina iliaca anteroinferiore (SIAI). Anche il margine posteriore, partendo dalla SIPS verso il basso, presenta un'incisura alla quale segue un rilievo, la spina iliaca posteroinferiore (SIPI).[2][3][4]
  - L'ischio è la porzione posteroinferiore dell'osso iliaco. Situato inferiormente all'ileo e posteriormente al pube, l'ischio è costituito da un corpo e da un ramo (suddivisibile in una porzione discendente e in una ascendente). Il ramo, unendosi col ramo inferiore del pube, delimita in basso il foro otturato. Nell'ischio si osserva la presenza di un grosso rilievo o spina ischiatica, che separa un'ampia e profonda incisura, detta grande incisura ischiatica, da un'altra incisura, meno profonda, o piccola incisura ischiatica. Il ramo termina inferiormente alla piccola incisura con la tuberosità ischiatica, che regge il peso del corpo in posizione seduta.[2][3][4]
  - Il pube forma la porzione anteroinferiore dell'osso iliaco. Può essere diviso in tre parti, il corpo e le sue due branche. Il corpo del pube è la regione larga, resistente e piatta, che risiede tra il ramo superiore del pube e il ramo inferiore del pube e che va ad articolarsi col corpo del pube dell'osso iliaco controlaterale, formando la cosiddetta sinfisi pubica. Sul corpo del pube si nota la cresta pubica, un'area ruvida che, in posizione laterale, presenta una prominenza nota come tubercolo pubico. Ancora lateralmente al tubercolo pubico origina la cresta pettinea, diretta verso la linea arcuata dell'ileo. Il ramo superiore è la porzione superiore dell'osso pubico; orientato verso l'ileo e connesso a quest'ultimo, esso contribuisce alla formazione del cosiddetto foro otturato e alla formazione dell'acetabolo per circa 1/5. Nel punto di passaggio fra il ramo superiore del pube e l'ileo si solleva l'eminenza ileopettinea. Il ramo inferiore è la porzione inferiore dell'osso pubico. Orientata verso l'ischio, forma, con il ramo inferiore di quest'ultimo, il ramo ischio-pubico.[2][3][4]
- Femore: costituisce lo scheletro della coscia; è un osso lungo (il più lungo del corpo) ed è formato da una diafisi e due epifisi. Al complesso dell'anca contribuisce in particolare l'epifisi prossimale, che comprende la testa del femore, il collo anatomico, il grande trocantere e il piccolo trocantere. Si indica come collo chirurgico il limite tra l'epifisi prossimale e la diafisi. La testa femorale presenta una depressione al centro, che viene detta fossetta della testa. La testa è separata irregolarmente dal collo; il passaggio fra collo e corpo invece è segnato sulla faccia anteriore dalla linea intertrocanterica e sulla faccia posteriore dalla cresta intertrocanterica. In corrispondenza dell'unione fra terzo medio e terzo prossimale della cresta intertrocanterica è presente il tubercolo quadrato. Subito sotto il grande trocantere si trova la fossa trocanterica; il piccolo trocantere sporge indietro e medialmente.[3][4] L'angolo tra collo e corpo nel piano frontale, detto angolo di inclinazione o talvolta, impropriamente, angolo collo-diafisario, nell'adulto è tra i 125° e i 130° (nel neonato è di circa 150°, nell'anziano si riduce a circa 120°). Nel femore si descrive anche un angolo di torsione nel piano trasversale, facendo passare una retta attraverso il collo e una retta attraverso i condili dell'epifisi distale. Tali rette, proiettate l'una sull'altra, formano un angolo che può variare da circa 5° a circa 25°.[2][4]

Funzionalmente contribuiscono al sistema anche il sacro, il coccige (che con i due ossi iliaci formano il cingolo pelvico) e la porzione lombare della colonna vertebrale.

## Artrologia
Le superfici articolari dell'enartrosi dell'anca sono costituite dalla superficie semilunare (o superficie lunata) del cotile (o acetabolo) e dalla testa del femore.
La faccia semilunare del cotile è un anello fibrocartilagineo incompleto a forma di C ruotata di 90° in senso orario, tendenzialmente più stretto nella sua parte pubica e più largo nelle restanti porzioni, delimitata esternamente dal curvo margine dell'acetabolo ed internamente dal suo margine con la fossa acetabolare, posta più in profondità nella cavità acetabolare. Complessivamente costituisce circa i 3/4 di una circonferenza, interrotta dall'incisura acetabolare sottostante. La sua parte mediale (circa 1/5 dell'area totale) è costituita dal pube, la superiore (3/5 dell'area totale) dall'ileo, la laterale (2/5 dell'area totale) dall'ischio. La sua superficie è liscia e ricoperta da cartilagine articolare ialina, che risulta più spessa ove la pressione del peso corporeo in posizione eretta è maggiore, cioè dove la sua superficie risulta più ampia. Questa cartilagine articolare deborda dal margine dell'acetabolo costituendo il labbro acetabolare, il cui bordo è leggermente ripiegato all'interno, così da restringere il diametro della cavità acetabolare e rendere l'articolazione coxo-femorale più profonda rispetto a quanto permetterebbero le sole superfici articolari ossee, oltre ad aumentarne la stabilità grazie all'azione di contenimento della testa del femore e all'effetto suzione. Presso l'incisura acetabolare le due estremità del labbro sono collegate dal legamento acetabolare trasverso. La fossa acetabolare invece è priva di cartilagine ma riempita sino a livello di questa da tessuto adiposo fibroelastico, a sua volta rivestito dalla membrana sinoviale. La faccia semilunare e il labbro acetabolare coprono circa 2/3 della testa del femore.
La testa del femore ha una forma sferoidale in gioventù (circa i 3/4 di una sfera), ma diviene con l'avanzare dell'età sempre più sferica e possiede una curvatura inversa rispetto all'acetabolo, con la quale non è congruente. La sua liscia superficie ossea è completamente rivestita da cartilagine articolare ialina, più spessa al centro che ai margini ed in generale dove essa subisce un maggior carico, fatta eccezione per la fovea capitis (fossetta della testa del femore) dove è inserito il legamento rotondo del femore, grazie al quale è collegata alla fossa acetabolare. Spesso anche la parte del collo del femore più prossimale alla testa è rivestita di cartilagine.
La guaina sinoviale dell'articolazione coxo-femorale riveste tutta la superficie interna della cavità acetabolare nonché la testa e il collo del femore sino alla linea intertrocanterica, sia anteriormente che posteriormente (dove però si ferma a metà del collo del femore come la capsula), senza tuttavia oltrepassare mai le inserzioni della capsula fibrosa, che la ricopre completamente.
La borsa ileo-pettinea è la principale dell'articolazione coxo-femorale, si trova anteriormente al legamento ileopettineo ed è in comunicazione con il resto dell'articolazione dell'anca mediante una cavità posta tra il legamento ileopettineo e il pubofemorale. In vivo anteriormente ad essa vi sono i muscoli grande psoas e iliaco che confluiscono nel tendine dell'ileopsoas, principale flessore della coscia sulla pelvi.
Alcuni Autori, trattando concettualmente anca e bacino come un unico complesso articolare, descrivono insieme all'enartrosi tra osso iliaco e femore le seguenti articolazioni.
- Sinfisi pubica: è un'anfiartrosi che unisce le ossa pubiche dei due lati con un disco cartilagineo interposto, con mobilità trascurabile sebbene diventi molto più mobile nelle donne durante il parto. È stabilizzata da tre legamenti (leg. pubico superiore, inferiore, posteriore).
- Articolazione sacroiliaca: è un'articolazione sinoviale non assiale tra il sacro e l'ileo. È descritta come un'articolazione piana, tuttavia le sue superfici articolari sono molto irregolari e tale caratteristica aiuta a bloccare insieme le due superfici. Tale articolazione è dunque dotata di scarsissima mobilità ma grande stabilità. È dotata di una capsula fibrosa rinforzata da legamenti.

### Capsula articolare e legamenti
La capsula dell'articolazione coxo-femorale è spessa e robusta. Origina mezzo centimetro medialmente al margine acetabolare, seguendone perlopiù il profilo sia anteriormente che posteriormente, fatta eccezione per alcune fibre che si fondono inferiormente all'acetabolo con il legamento acetabolare trasverso e con il margine superiore della membrana otturatoria. Le sue fibre longitudinali, dirette lateralmente, si inseriscono presso la linea intertrocanterica sulla faccia anteriore del femore, mentre si fermano alla metà del collo posteriormente e sono generalmente più spesse nella sua parte antero-superiore rispetto a quella posteriore. Spesso si fondono con il legamento ileofemorale. Una seconda tipologia di fibre, dette orbicolari, sono interne alle longitudinali e si fissano attorno al collo del femore, avvolgendolo e fondendosi in parte con i legamenti pubofemorale e ischiofemorale.
L'articolazione coxo-femorale presenta cinque legamenti, che influiscono sulla stabilità articolare con movimenti di estensione e rilassamento: ileofemorale, ischiofemorale, pubofemorale, rotondo del femore e acetabolare trasverso.
- Legamento ileofemorale, o del Bigelow (talvolta detto anche di Bertin): è il più esteso e robusto dell'articolazione, viene talvolta definito legamento ad Y per la sua caratteristica forma ad Y ribaltata. Il "gambo" della Y, che costituisce l'apice, si inserisce lateralmente alla spina iliaca antero-inferiore e medialmente al margine acetabolare e costituisce la porzione centrale più debole del legamento, il quale poi si divide in una porzione mediale, che discende inferomedialmente verso la linea intertrocanterica, ed una laterale, che scende inferolateralmente verso di essa e la parte inferiore del grande trocantere. Alcune sue fibre sono spesso fuse con la capsula articolare antero-superiore.
- Legamento ischiofemorale: è costituito da una parte centrale che origina superiormente alla tuberosità ischiatica e si porta con andamento a spirale sino al grande trocantere del femore, fondendosi parzialmente con il legamento ileofemorale. Le parti mediale e laterale circondano posteriormente il collo del femore, inspessendo la capsula articolare.
- Legamento pubofemorale: è di forma triangolare, la sua base origina dall'eminenza ileopettinea e dalla cresta otturatoria. Le fibre si portano inferolateralmente sino a fondersi, rinforzandolo, con la porzione mediale del legamento ileofemorale e con la capsula articolare dell'anca.

Questi tre legamenti originano dunque tutti lungo la rima dell'acetabolo e incrociano l'articolazione dell'anca con un decorso a spirale per inserirsi sul collo femorale. L'effetto combinato di questa inserzione spirale è di limitare il movimento in una direzione (iperestensione) pur consentendo un movimento completo (flessione) nell'altra direzione. Perciò, questi legamenti sono lassi in flessione ed entrano in tensione quando l'anca si muove in iperestensione.
- Legamento rotondo del femore: origina dalla parte inferiore della fossa acetabolare, appena sopra il legamento trasverso (con cui si fondono alcune fibre), e si inserisce sulla testa del femore presso la fovea capitis. Alcuni lavori indicano che il legamento si tende durante l'adduzione dell'anca e l'extrarotazione e si distende durante l'abduzione; tuttavia date le sue dimensioni è discutibile che aumenti in modo rilevante la stabilità dell'articolazione. È completamente avvolto dalla guaina sinoviale (è l'unico legamento intracapsulare) e sopra di esso (internamente alla guaina), decorre l'arteria del legamento rotondo, ramo dell'arteria otturatoria, che si porta sin sulla testa del femore.
- Legamento acetabolare trasverso: è una corta banda di collagene che collega a ponte le due estremità del labbro acetabolare, chiudendo l'incisura acetabolare e costituendo il margine inferiore della fossa acetabolare in vivo. Contribuisce pertanto a mantenere in sede la testa del femore. Possiede forami che lasciano passare rami del nervo otturatorio e dell'arteria otturatoria.

I legamenti dell'anca, con relative inserzioni e funzione, sono schematizzati nella seguente tabella.
| Legamenti                       | Inserzione | Funzione                                                                  | Funzione                                                                  |
| ------------------------------- | --- | ------------------------------------------------------------------------- | ------------------------------------------------------------------------- |
| Ileo-femorale                   | Dalla SIAI alla linea intertrocanterica del femore e grande trocantere                                                   | Limita l'estensione dell'anca                                             | Insieme limitano l'iperestensione                                         |
| Ischio-femorale                 | Dalla parte posteroinferiore dell'acetabolo all'apice del grande trocantere                                              | Limita intrarotazione, extrarotazione ed estensione                       | Insieme limitano l'iperestensione                                         |
| Pubo-femorale                   | Dall'eminenza ileopettinea e dalla cresta otturatoria fino alla fusione con il leg. ileofemorale e la capsula dell'anca  | Limita l'eccessiva abduzione                                              | Insieme limitano l'iperestensione                                         |
| Legamento rotondo               | Dalla parte inferiore della fossa acetabolare e dal leg. acetabolare trasverso alla fovea capitis sulla testa del femore | Limita adduzione ed extrarotazione? Veicola i vasi della testa del femore | Limita adduzione ed extrarotazione? Veicola i vasi della testa del femore |
| Legamento acetabolare trasverso | Tra le due estremità del labbro acetabolare                                                                              | Contribuisce a mantenere in sede la testa del femore                      | Contribuisce a mantenere in sede la testa del femore                      |

Abduzione ed adduzione del femore rispetto al bacino

Sebbene non abbiano alcuna funzione a livello dell'articolazione dell'anca, concettualmente vanno identificati anche i seguenti legamenti.
- Legamento inguinale: decorre dalla SIAS al tubercolo pubico; è il repere che separa la parete addominale anteriore dalla coscia. Quando l'arteria iliaca esterna e la vena iliaca esterna passano sotto il legamento inguinale, il loro nome cambia in arteria femorale e vena femorale.
- Legamento lacunare (denominato anche legamento di Gimbernat): è un legamento nella regione inguinale che collega il legamento inguinale al legamento ileo-pettineo vicino al punto in cui entrambi si inseriscono sul tubercolo pubico.
- Legamento ileo-pettineo o di Cooper (o arco ileo-pettineo): un'estensione del legamento lacunare che corre sulla linea pettinea dell'osso pubico. Viene chiamato anche legamento lacunare perché costituisce la parete mediale della lacuna dei vasi, percorsa da arteria femorale, vena femorale e vasi linfatici. Una debolezza della fascia a questo livello favorisce la formazione dell’ernia crurale.

## Miologia
Vi sono molte similitudini tra le articolazioni della spalla e dell'anca. Come la spalla, l'anca ha un gruppo di muscoli mono-articolari che forniscono gran parte del controllo e un gruppo di muscoli bi-articolari, più lunghi, che forniscono l'arco di movimento. Questi muscoli possono essere raggruppati secondo la loro localizzazione. La seguente tabella classifica i muscoli dell'anca.
| Muscolo             | Muscolo             | Origine                                                                                       | Inserzione                                                           | Innervazione                                             | Azione |
| ------------------- | ------------------- | --------------------------------------------------------------------------------------------- | -------------------------------------------------------------------- | -------------------------------------------------------- | --- |
| Grande gluteo       | Grande gluteo       | Margine posteriore dell'ileo, superficie dorsale di sacro e coccige, legamento sacro-tuberoso | Tratto ileo-tibiale della fascia lata e tuberosità glutea del femore | Nervo gluteo inferiore (L5, S1, S2)                      | Estensione, extrarotazione e lieve abduzione dell'anca                                                                 |
| Medio gluteo        | Medio gluteo        | Margine supero-esterno dell'ileo e aponeurosi glutea                                          | Superficie laterale del grande trocantere                            | Nervo gluteo superiore (L5, S1)                          | Abduzione e intrarotazione dell'anca; stabilizzano il bacino nella postura in appoggio su un piede solo (monopodalica) |
| Piccolo gluteo      | Piccolo gluteo      | Superficie esterna dell'ileo e bordo della grande incisura ischiatica                         | Superficie anteriore del grande trocantere                           | Nervo gluteo superiore (L5, S1)                          | Abduzione e intrarotazione dell'anca; stabilizzano il bacino nella postura in appoggio su un piede solo (monopodalica) |
| Piriforme           | Piriforme           | Superficie anteriore del sacro e legamento sacro-tuberoso                                     | Parte superiore del grande trocantere                                | Rami ventrali S1, S2                                     | Extrarotazione dell'anca estesa; stabilizzano la testa del femore nell'acetabolo                                       |
| Otturatore interno  | Otturatore interno  | Superficie interna della membrana otturatoria, bordo del forame otturatorio                   | Fossa trocanterica del femore                                        | Nervo per l'otturatore interno (L5, S1)                  | Extrarotazione dell'anca estesa; stabilizzano la testa del femore nell'acetabolo                                       |
| Gemello superiore   | Gemello superiore   | Spina ischiatica                                                                              | Fossa trocanterica del femore                                        | Nervo per l'otturatore interno (L5, S1)                  | Extrarotazione dell'anca estesa; stabilizzano la testa del femore nell'acetabolo                                       |
| Gemello inferiore   | Gemello inferiore   | Tuberosità ischiatica                                                                         | Fossa trocanterica del femore                                        | Nervo per il quadrato del femore (L5, S1)                | Extrarotazione dell'anca estesa; stabilizzano la testa del femore nell'acetabolo                                       |
| Quadrato del femore | Quadrato del femore | Bordo laterale della tuberosità ischiatica                                                    | Tubercolo quadrato del femore                                        | Nervo per il quadrato del femore (L5, S1)                | Extrarotazione dell'anca; stabilizza la testa del femore nell'acetabolo                                                |
| Semitendinoso       | Semitendinoso       | Tuberosità ischiatica                                                                         | Superficie supero-mediale della tibia                                | Divisione tibiale del nervo ischiatico (L5, S1, S2)      | Estensione dell'anca; flessione del ginocchio, intrarotazione della tibia a ginocchio flesso                           |
| Semimembranoso      | Semimembranoso      | Tuberosità ischiatica                                                                         | Superficie posteriore del condilo mediale della tibia                | Divisione tibiale del nervo ischiatico (L5, S1, S2)      | Estensione dell'anca; flessione del ginocchio, intrarotazione della tibia a ginocchio flesso                           |
| Bicipite femorale   | Capo lungo          | Tuberosità ischiatica                                                                         | Testa del perone, condilo laterale della tibia                       | Divisione tibiale del nervo ischiatico (L5, S1, S2)      | Flessione del ginocchio, estensione dell'anca ed extrarotazione della tibia a ginocchio flesso                         |
| Bicipite femorale   | Capo breve          | Linea aspra e linea sopracondiloidea femorale del femore                                      | Testa del perone, condilo laterale della tibia                       | Porzione peroneale comune del n. ischiatico (L5, S1, S2) | Flessione del ginocchio, estensione dell'anca ed extrarotazione della tibia a ginocchio flesso                         |

| Muscolo                   | Muscolo                   | Origine                                               | Inserzione                                                                     | Innervazione                                   | Azione                                                                                       | Azione                                                                                       |
| ------------------------- | ------------------------- | ----------------------------------------------------- | ------------------------------------------------------------------------------ | ---------------------------------------------- | -------------------------------------------------------------------------------------------- | -------------------------------------------------------------------------------------------- |
| Otturatore esterno        | Otturatore esterno        | Margine del forame otturatorio e membrana otturatoria | Fossa trocanterica del femore                                                  | Nervo otturatore (L3, L4)                      | Extrarotazione dell'anca; stabilizza la testa del femore nell'acetabolo                      | Extrarotazione dell'anca; stabilizza la testa del femore nell'acetabolo                      |
| Grande psoas              | Grande psoas              | Processi trasversi lombari                            | Piccolo trocantere del femore                                                  | L1-L4                                          | Flette l'anca, partecipa all'extrarotazione e all'abduzione                                  | Flette l'anca, partecipa all'extrarotazione e all'abduzione                                  |
| Piccolo psoas             | Piccolo psoas             | Parte laterale dei corpi di T12 e L1                  | Eminenza ileo-pettinea e linea arcuata dell'ileo                               | L1-L2                                          | Flessione del bacino sul rachide lombare                                                     | Flessione del bacino sul rachide lombare                                                     |
| Iliaco                    | Iliaco                    | Fossa iliaca superiore, cresta iliaca e ala del sacro | Parte laterale del tendine del grande psoas; distalmente al piccolo trocantere | Nervo femorale (L1-L4)                         | Flette l'anca, partecipa all'extrarotazione e all'abduzione                                  | Flette l'anca, partecipa all'extrarotazione e all'abduzione                                  |
| Tensore della fascia lata | Tensore della fascia lata | SIAS e superficie anteriore della cresta iliaca       | Tratto ileo-tibiale che si inserisce sul condilo laterale della tibia          | Nervo gluteo superiore (L4, L5)                | Abduzione, intrarotazione, flessione dell'anca; aiuta a mantenere l'estensione del ginocchio | Abduzione, intrarotazione, flessione dell'anca; aiuta a mantenere l'estensione del ginocchio |
| Retto del femore          | Retto del femore          | SIAI                                                  | Base della rotula e tuberosità della tibia attraverso il leg. rotuleo          | Nervo femorale (L2, L3, L4)                    | Flessione dell'anca ed estensione del ginocchio                                              | Flessione dell'anca ed estensione del ginocchio                                              |
| Sartorio                  | Sartorio                  | SIAS e incisura sottostante                           | Superficie supero-mediale della tibia                                          | Nervo femorale (L2, L3)                        | Flette, abduce e ruota esternamente l'anca; flette il ginocchio                              | Flette, abduce e ruota esternamente l'anca; flette il ginocchio                              |
| Adduttore lungo           | Adduttore lungo           | Inferiormente alla cresta pubica                      | Terzo medio della linea aspra del femore                                       | Nervo otturatore (L2, L3, L4)                  | Adduzione dell'anca                                                                          | Adduzione dell'anca                                                                          |
| Adduttore breve           | Adduttore breve           | Ramo inferiore del pube                               | Linea pettinea e parte prossimale della linea aspra del femore                 | Nervo otturatore (L2, L3, L4)                  | Adduzione dell'anca; partecipa all'estensione dell'anca                                      | Adduzione dell'anca; partecipa all'estensione dell'anca                                      |
| Adduttore grande          | Parte anteriore           | Ramo inferiore del pube, ramo dell'ischio             | Tuberosità glutea, linea aspra, linea sopracondiloidea mediale                 | Nervo otturatore (L2, L3, L4)                  | Partecipa alla flessione dell'anca                                                           | Adduzione dell'anca                                                                          |
| Adduttore grande          | Parte posteriore          | Tuberosità ischiatica                                 | Tubercolo adduttorio del femore                                                | Parte tibiale del nervo ischiatico (L4)        | Partecipa all'estensione dell'anca                                                           | Adduzione dell'anca                                                                          |
| Gracile                   | Gracile                   | Ramo inferiore del pube                               | Superficie supero-mediale della tibia                                          | Nervo otturatore (L2, L3)                      | Adduzione e flessione dell'anca; partecipano all'intrarotazione dell'anca                    | Adduzione e flessione dell'anca; partecipano all'intrarotazione dell'anca                    |
| Pettineo                  | Pettineo                  | Ramo superiore del pube                               | Linea pettinea del femore                                                      | Nervo femorale e nervo otturatore (L2, L3, L4) | Adduzione e flessione dell'anca; partecipano all'intrarotazione dell'anca                    | Adduzione e flessione dell'anca; partecipano all'intrarotazione dell'anca                    |